# Bitwy nad Isonzo
Bitwy nad Isonzo (Soczą) – dwanaście bitew stoczonych w dolinie rzeki Isonzo (słoweń. Soča – Socza) w latach 1915–1917 we wschodniej części frontu włoskiego podczas I wojny światowej.
W bitwach nad Isonzo oddziały włoskie toczyły walki pozycyjne z siłami austro-węgierskimi dowodzonymi przez Svetozara Boroevicia von Bojna. Podczas pierwszych pięciu bitew, siłom włoskim nie udało się przełamać obrony austriackiej. Podczas szóstej bitwy w sierpniu 1916 Włosi zajęli Gorycję, jednak kolejne bitwy nie przyniosły poważniejszych sukcesów żadnej ze stron. Rozstrzygnięcie przyniosła dopiero dwunasta bitwa (nazywana też bitwą pod Caporetto), gdy w październiku 1917 niemieckie uderzenie wykonane przy użyciu gazu bojowego, difosgenu, przerwało pozycje włoskie, a armia włoska opuściła w panice dotychczas zajmowane pozycje.

## Ogólny zarys
Włochy 23 maja 1915 r. wypowiedziały wojnę Austro-Węgrom. Ze względów wojskowych i politycznych głównym terenem działań wojennych stała się dolina granicznej rzeki Isonzo. Stąd bowiem, mimo trudnego, górzystego terenu, można było wyprowadzić natarcie na Gorycję i Triest, należące do celów wojennych Włoch. (Północny odcinek granicy włoskiej tworzyło pasmo Alp stwarzające jeszcze większe trudności w prowadzeniu aktywnych działań wojennych.)
Włoski wódz naczelny gen. Luigi Cadorna przygotował ofensywny plan działań, pomimo niewystarczającego przygotowania swojej armii do wojny. Zamierzał podjąć ofensywę na szerokim odcinku wzdłuż rzeki Isonzo i wykorzystując przewagę liczebną oraz materiałową, przełamać austriacką obronę w górach, a potem wyjść na bardziej sprzyjający teren. Pierwsze natarcia przeprowadzano według stałego schematu: długie przygotowanie artyleryjskie, a potem szturm piechoty na szerokim froncie. Takie metodyczne ataki nie przynosiły jednak sukcesów – nie było zaskoczenia, a natarcie rozproszone w kilku punktach nie zapewniało atakującym przewagi i możliwości przełamania. Cadorna długo nie rewidował jednak tej taktyki, uznając, że zastosowanie jeszcze większych sił i środków doprowadzi w końcu do przełamania słabszej liczebnie obrony austriackiej.
Austro-Węgry przeciw Włochom musieli ograniczyć się do obrony, co dowodzący tam gen. Svetozar Boroević von Bojna czynił bardzo skutecznie, mimo słabości liczebnej. Bardzo dobrze potrafił wykorzystać warunki geograficzne, sprzyjające defensywie. Ponadto morale wojsk walczących z Włochami (głównie Niemców austriackich, Słoweńców i Chorwatów) było wyższe niż na innych frontach.
Wstępne działania Włosi rozpoczęli już w końcu maja i na początku czerwca 1915 r. Z zajętych wówczas pozycji miała wyjść pierwsza poważna ofensywa inicjująca szereg bitew nad Isonzo.
Łącznie przeprowadzono 12 operacji określanych jako bitwy nad Isonzo (czasami tą nazwą określa się pierwszych 11 bitew, w których stroną atakującą byli Włosi):

## Kolejne bitwy nad Isonzo

### Pierwsza
23 czerwca – 7 lipca 1915
Atak 2. Armii gen. Frugoni i 3. księcia Aosty przy niewystarczającym wsparciu artyleryjskim przyniósł nieznaczne zyski terenowe (Monte Nero, okolice Plezzo, Monte Colowrat) za cenę wysokich strat.

### Druga
18 lipca – 3 sierpnia 1915
Bardzo ciężkie walki wzdłuż całego frontu (austriacki przyczółek pod Plezzo i Tolmino, Podgora oraz płaskowyż Carso) ponownie nie przyniosły powodzenia. Straty w ludziach: Włosi – 40 tys., Austriacy – 45 tys.

### Trzecia
18 października – 3 listopada 1915
Cadorna zwiększył wsparcie artylerii w tej nowej ofensywie (ok. 1200 dział). Choć głównym celem ataku była Gorycja, znów Włosi rozproszyli swe siły w wielu natarciach wspierających (rejon Plezzo-Tolmino, Plava, Carso). Boroević uzyskawszy posiłki, powstrzymał i tę ofensywę.

### Czwarta
10 listopada – 2 grudnia 1915
Stanowiła kontynuację poprzedniej, również nie przynosząc powodzenia frontalnym atakom Włochów prowadzonym na całej długości Isonzo. Straty w obu bitwach, trzeciej i czwartej: Włosi – 110 tys. ludzi, Austriacy – 75 tys.

### Piąta
9–17 marca 1916
Kolejna ofensywa na froncie włoskimi miała stanowić część wielkiej operacji państw Ententy planowanej na rok 1916. Włosi musieli jednak przyspieszyć działania, aby odciążyć Francuzów atakowanych pod Verdun. Nie byli jednak wystarczająco przygotowani do szerzej zakrojonych działań i wkrótce Cadorna musiał wstrzymać ofensywę. W maju część sił musiał przerzucić na północ, aby powstrzymać ofensywę austriacką pod Asiago.

### Szósta
6–17 sierpnia 1916
Największy sukces włoski w walkach nad Isonzo. Tym razem Cadorna skupił siły w głównym punkcie natarcia – na Gorycję (10 z 22 dywizji przeciw 2 dywizjom austriackim spośród 9). Po atakach dywersyjnych, 6 sierpnia ruszył atak na Gorycję, którą zdobyto trzy dni później. Zanim Austriacy zdołali powstrzymać dalsze postępy ofensywy, Włosi przesunęli front na odcinku 20 km o ok. 5 km w głąb, zajęli ważne punkty strategiczne, w tym przyczółek na wschodnim brzegu Isonzo. Straty: Włosi – 50 tys. ludzi, Austriacy – 42 tys. Jednym ze skutków bitwy było wypowiedzenie przez Włochy wojny Niemcom.

### Siódma
14–17 września 1916
Cadorna próbował powtórzyć sukces poprzedniej bitwy, skupiając się na rozszerzeniu przyczółka pod Gorycją. Akcja skończyła się niepowodzeniem przy dużych stratach. Walki nad Isonzo przybrały – podobnie jak na froncie zachodnim – charakter wojny na wyczerpanie.

### Ósma
10–12 października 1916
Cel bitwy i efekty – podobnie jak w poprzedniej.

### Dziewiąta
1–4 listopada 1916
Bitwa ta była kontynuacją dwóch poprzednich, znów z nikłym skutkiem. Łączne straty w owych trzech starciach: Włosi – 75 tys. ludzi, Austriacy – 63 tys..

### Dziesiąta
12 maja – 8 czerwca 1917
Główny atak włoski miał ruszyć na Carso, poprzedzony pomocniczymi natarciami. Do końca maja Włosi zbliżyli się do Monte Hermada, ale kontrataki austriackie zepchnęły ich z zajętych pozycji. Znów zdobycze terytorialne okazały się minimalne przy rosnących stratach (Włosi – 160 tys. ludzi, Austriacy – 85 tys.).

### Jedenasta
19 sierpnia – 12 września 1917
Po trwającym dobę przygotowaniu artyleryjskim do ataku ruszyło na froncie 60 km 51 dywizji włoskich (ponad milion żołnierzy wspieranych przez ponad 5000 dział i moździerzy). Do końca sierpnia opanowali oni płaskowyż Bainsizza i część masywu Hermada. Dalsze postępy okazały się niemożliwe ze względu na trudności z podciągnięciem artylerii i zaopatrzenia. We wrześniu Austriacy ściągnęli posiłki z frontu wschodniego i podjęli kontrnatarcie, nie wyparli jednak przeciwnika ze zdobytego terenu. Siły austro-węgierskie znalazły się u kresu wytrzymałości i konieczne okazało się bezpośrednie wsparcie ze strony Niemiec. Włosi odnieśli największy sukces od czasu szóstej bitwy, ale morale armii w ciągu ubiegłego roku osiągnęło najniższy poziom. Mimo to planowano kolejne ofensywy, a dowódcy frontowi ignorowali zagrożenie kontrofensywą przeciwnika. Straty: Włosi – 180 tys. ludzi, Austriacy – ok. 120 tys..

### Dwunasta
24 października – 7 listopada 1917
Pierwsza ofensywa przeprowadzona na tym odcinku przez Austro-Węgry przy wsparciu Niemców. Poprzez masowe użycie gazu bojowego difosgen przez wojska niemieckie, Państwa Centralne odniosły spektakularny sukces i wyeliminowały na rok Włochy jako aktywnego członka koalicji.

## Podsumowanie
Bitwy nad Isonzo nie dały Włochom oczekiwanych sukcesów, przyniosły za to ciężkie straty ich armii (razem ponad 700 000 żołnierzy), spowodowały jej wyczerpanie i przyczyniły się też do klęski pod Caporetto. Kolejną ofensywę armia włoska już pod dowództwem gen. Armando Diaza podjęła dopiero w październiku 1918 r.